# Gretenmühle
Gretenmühle (westallgäuerisch: Gretəmilə, selten: Grötenmühle) ist ein Gemeindeteil der Marktgemeinde Scheidegg im bayerisch-schwäbischen Landkreis Lindau (Bodensee).

## Geographie
Der Weiler liegt circa 1,5 Kilometer nördlich des Hauptorts Scheidegg und zählt zur Region Westallgäu. Durch die Ortschaft verläuft die Queralpenstraße B 308. Westlich befinden sich die Scheidegger Wasserfälle im Naturschutzgebiet Rohrachschlucht.

## Ortsname
Der Ortsname beschreibt im Grundwort eine Mühle, im Bestimmungswort den Familiennamen Grete und bedeutet somit Mühle des Grete.
Denkbar wären beim Bestimmungswort auch der weibliche Personenname Gret oder das mittelhochdeutsche Wort kret bzw. krote für Kröte.

## Geschichte
Die Mühle am Scheibenbach wurde erstmals im Jahr 1543 urkundlich erwähnt. Sie diente als Säge und Mahlmühle für eine Burg bei Haus und für den Kellhof Scheidegg. 1620 wurde die Mühle neu erbaut. Der Ort wurde erstmals 1621 mit Michael Kienbergers Erben in Gretenmühle erwähnt. 1770 fand die Vereinödung des Ortes statt. Gretenmühle gehörte einst dem Gericht Kellhöfe an. Im Jahr 1900 erfolgte der Stillstand der Mühle, die Säge ist weiterhin in Betrieb.

## Sehenswürdigkeiten
- Reptilienzoo in Gretenmühle